# Adolescents (portal web)

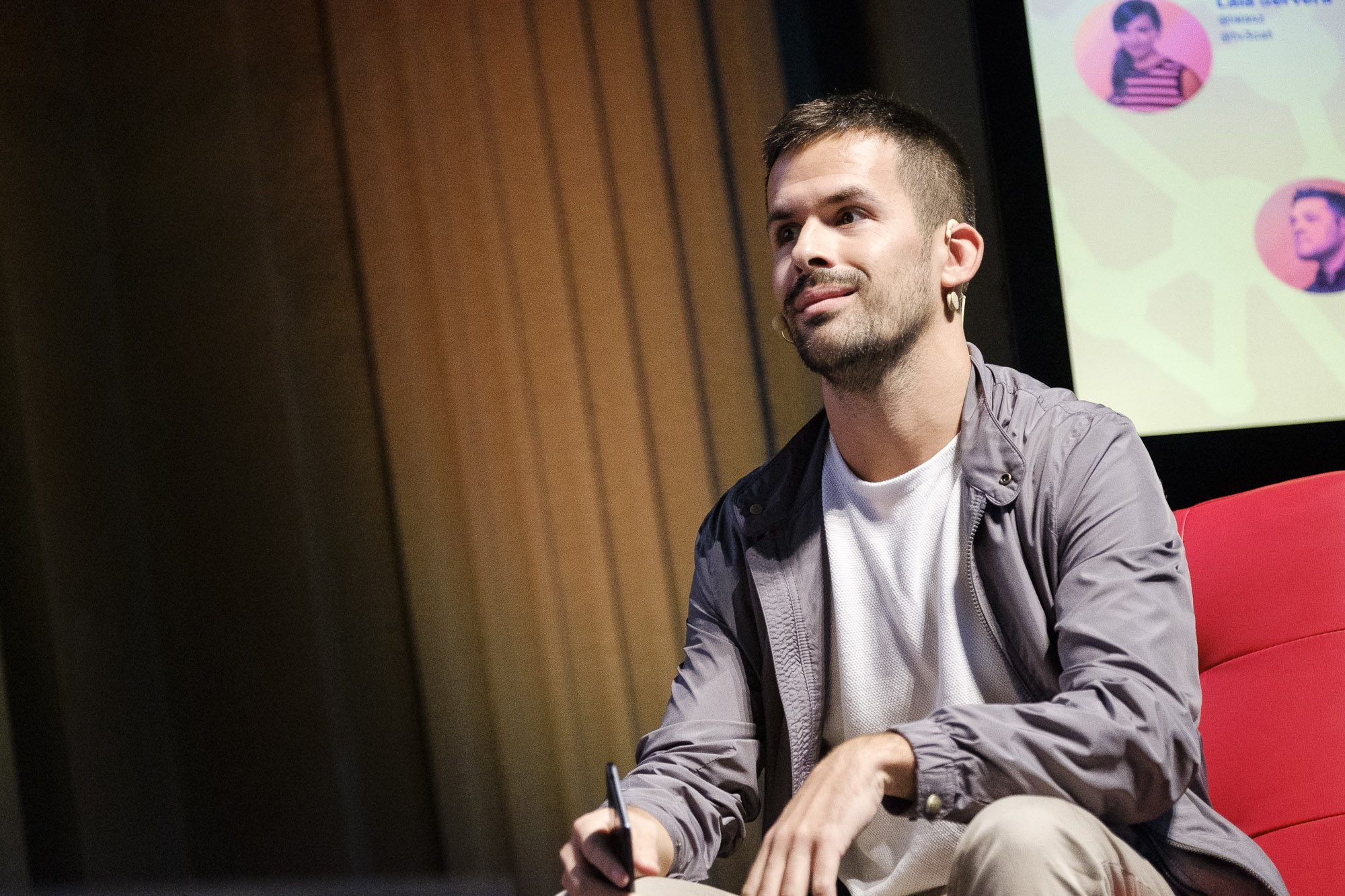
Roger Carandell, cofundador

Adolescents és un portal d'internet en català que ofereix informació i entreteniment d'interès als joves de parla catalana. La pàgina va ser fundada el juny del 2010 per Roger Carandell i Ernest Codina i un any després, el 2011 va entrar a formar part del grup Nació Digital. El web actualment té més de 68.000 usuaris registrats (dades gener 2017). Segons OJD, Adolescents és un dels 10 mitjans digitals més visitats en català i el primer destinat a un públic adolescent, amb més d'un milió set-centes mil visites mensuals (desembre 2016) i prop de tres-cents cinquanta mil usuaris únics (desembre 2016).

## Llibres
El març de 2013, l'Editorial La Galera va editar Adolescents.cat, El Manual, un llibre basat en la pàgina web que pretén ser una guia per a resoldre dubtes que sorgeixen durant l'adolescència. L'obra va vendre més de 20.000 exemplars durant els tres primers mesos i va ser traduïda al castellà. El pròleg en català el va fer Carlos Cuevas i en castellà el va fer Álex Martínez. Durant la tardor de 2013 va sortir un segon llibre amb el pròleg de Mikel Iglesias. Aquest segon volum va repetir l'èxit de la primera entrega i juntes superen els 50.000 exemplars venuts.
El març del 2015 naixia la primera novel·la d'Adolescents.cat: El Càsting (Editorial La Galera). Una ficció creada per Roger Carandell, Núria Codina i Ernest Codina que narra la història d'una adolescent que torna de vacances havent tingut un desengany amorós important.
El quart llibre d'Adolescents, editat la tardor del 2015 per La Galera Editorial, es va titular El Consultori, tot el que no t'atreveixes a preguntar als pares. Un recull de les consultes més representatives que els lectors d'Adolescents havien anat formulant, fins aquell moment, a l'equip de psicòlogues del portal.
El 25 de gener del 2017 La Galera Young va publicar el llibre Cartes d'Amor, il·lustrat per Bàrbara Castro amb els textos d'Adolescents.

## Programes
Des del setembre de 2006 fins al juliol de 2013 va presentar i col·laborar al programa de Ràdio Flaixbac Bac Up!, creat per ell mateix. Actualment, aquest programa continua emetent-se sota el nom de «Bac Stage» i presentat per Marc Frigola i Mariona Cordoba. (Bacup)
El 2 de setembre de 2013 Ernest Codina, Roger Carandell i Alba Carreres («la Babi») van iniciar les emissions per l'emissora Los 40 Principales Catalunya del programa Adolescents 40. L'espai va emetre's durant tota la temporada i va finalitzar les seves emissions el 18 de juliol del 2014. (AdolescentsQuatrepuntZero)
El 2015, Adolescents va emetre un programa de ràdio setmanal, de 30 minuts de durada, per la xarxa d'emissores de proximitat. Una trentena de ràdios municipals van programar-lo. En Roger Carandell i l'Ernest Codina en van ser els presentadors. (AdolescentsLaXarxa)
El setembre de 2018 comença a dirigir i presentar el programa «Adolescentsicat» que s'emet a iCat, Youtube i al Canal33. (Adolescents ICat)
El 2021 el programa fa el salt a Catalunya Ràdio sota el nom d'«Adolescents XL», que el 2022 li van canviar el nom per simplement «XL», que va acabar el 2023. (Adolescents, adXL, XL)
El mateix setembre de 2021 va rodar una mena de sèrie documental d'entreteniment per TV3 i el seu servei de vídeos a la carta, 3AlaCarta, que es va dir «L'altra Cara.», (AltraCara)
El setembre de 2023 comença el programa de safareigs «Que no surti», amb Juliana Canet, Laura Grau i Pau Esparch i col·laboracions espontànies de Marc Andreu, Víctor Navarrosa i Marta Montaner. (QNSDA)
Des de les col·laboracions d'Adolescentscat amb la ràdio no ha parat de generar continguts a Youtube amb diferents cares ifluenciadores del pais des de les plataformes «Fem Produccions», «Crisàlide», «3Cat» i «EVA»